# Amts-Apotheke Usingen

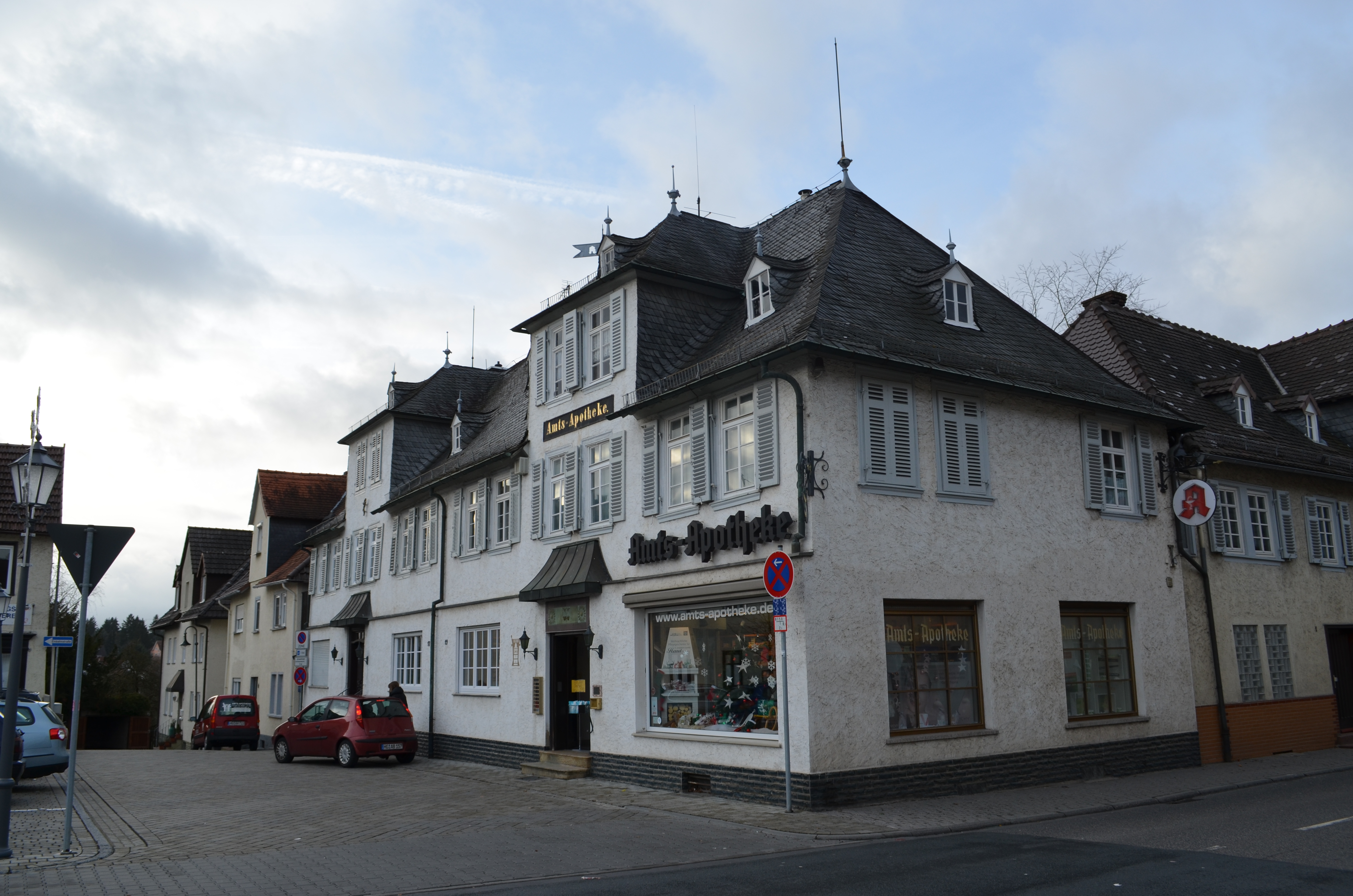
Amts-Apotheke Usingen

Die Amts-Apotheke Usingen (bis 1866 Amtsapotheke Usingen) ist eine 1680 gegründete Apotheke in Usingen. Das Gebäude steht unter Denkmalschutz.

## Geschichte
Die Apotheke wurde 1680 gegründet. Im Januar 1681 bewarb sich der Apothekergeselle Johann Philipp Viselius um die Stelle des Provisors der Apotheke. Er galt als streitsüchtig und stritt sich mit jedermann. Der physikus ordinarius, also der oberste Mediziner im Fürstentum Nassau-Usingen, Johann Henrich Flick, der die Aufsicht über die Apotheke führte, kritisiere mehrfach den Zustand der Apotheke als jämmerlich. So kritisierte er, dass Viselius die Ausgabe der Arzneimittel seiner Frau überließ, wenn er auf dem Feld tätig war (das Apotheker Nebenerwerbslandwirte waren, war in der Zeit vielfache Praxis). Vor allem aber hielte er sich nicht an die ärztlichen Rezepte.
1702 ließ der Landesherr daher die Apotheke schließen und berief den Apotheker Johann Nikolaus Heydenreich aus Sachsen als neuen Apotheker. Dieser heiratete die Tochter von Viselius und übernahm die Apotheke in der Neustadt.
Der neue Apotheker stand im Wettbewerb mit den ortsansässigen Krämern, Badern und Kurpfuschern, die ebenfalls Heilmittel ausgaben. Verschärft wurde dies dadurch, dass auch sein Schwiegervater Viselius bis zu seinem Tod 1717 weiterhin (wenn auch ohne Genehmigung) Heilmittel verkaufte.
In einer Anweisung des Fürsten Walrad an alle Amtspersonen wurde geregelt, in aller Härte gegen in- und ausländische Schwindler vorzugehen. In der Folge wurde gegen eine Vielzahl von Quacksalbern Maßnahmen ergriffen. So wurde am 2. Januar 1706 der fürstlichen Kanzlei mitgeteilt, in Eschbach die falschen nichtsnutzigen Arzneyen des Johann Jakob Born und dessen Bücher mit Zaubersprüchen beschlagnahmt.
Am 31. Dezember 1735 starb Apotheker Heydenreich. Dessen Witwe, Maria Margaretha Heydenreich, beauftragte Georg Konrad Blum als Provisor.
1748 verkauften die Erben Heydenreichs die Apotheke. Der Käufer war Johannes Reich, der Amts- und Stadtmedikus, der Kauf wurde am 10. September 1748 durch den Fürsten Carl bestätigt. Da Reich zum einen kein Apotheker war und zum anderen als Aufsichtsbehörde nicht gleichzeitig die Apotheke führen durfte, blieb der Provisor Friedrich Siegfried Wustein als Apotheker in seiner Funktion. 1753, nach dem Tod von Reich erwarb Wustein die Apotheke von dessen Erben.
1765 erwarb der Apotheker Heinrich Wilhelm Ulrici aus Wiesbaden die Apotheke von Wustein und erhielt das Privileg von Fürst Carl. Nachdem Ulrici 1788 gestorben war, kam die Apotheke unter Verwaltung, da er neben der Witwe einen geistesschwachen Sohn hinterließ. Die Apotheke verkam und wurde 1808 auf 8 Jahre an den Apotheker Franz Aust aus Bruchsal für eine Jahrespacht von 582 Gulden verpachtet. Nachdem Aust die Apotheke in Dillenburg erworben hatte, ließ er die Usinger Apotheke von einem Provisor versehen. 1812 erwarb der Apotheker Louis de Beauclaire die Apotheke.
Gemäß § 4 Abs. 7 des Medizinalediktes von 1818 sollte je Amt eine Apotheke am Amtsort eröffnet werden und alle anderen Apotheken geschlossen werden. Die Apotheke zu Usingen wurde dadurch zur Amtsapotheke für das Amt Usingen. Ab 1838 betrieb Beauclaire eine Zweigapotheke in Brandoberndorf.

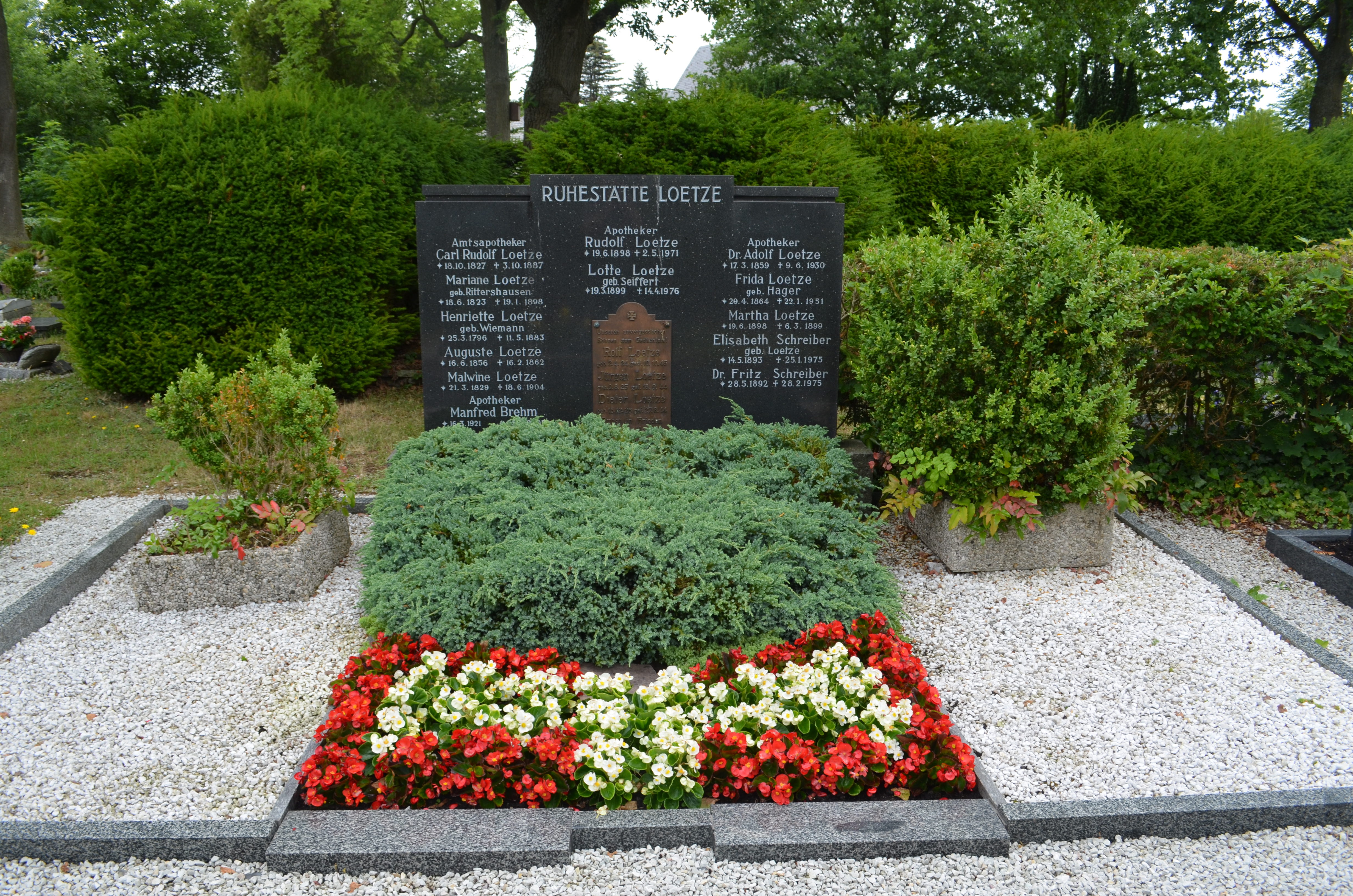
Grab der Apothekerfamilie Lötze auf dem Usinger Friedhof

1845 starb Beauclaire und seine Witwe verkaufte die beiden Apotheke 1847 an den Apotheker Kayser aus Kirberg. Dieser hatte finanzielle Probleme und musste 1857 an den Apotheker Rudolf Lötze aus Driedorf verkaufen. Kayer wurde Provisor in der Zweigapotheke in Brandoberndorf. Der letzte Usinger Amtsapotheker Rudolf Lötze starb 1887. Seit 1866 gehörte Usingen zu Preußen. Die Apotheke behielt ihren Namen, die rechtliche Stellung als Amtsapotheke endete jedoch. Bis mindestens 1918 blieb die Apotheke im Besitz der Familie Lötze. Apotheker waren Adolf Lötze (1859–1930) und Rudolf Lötze (1898–1971) und Manfred Brehm (* 1921).
Der heutige Inhaber ist Rudolf Brehm.

## Gebäude
Die Amtsapotheke ist Teil des Gebäudeensembles des Marktplatzes und hat die Adresse Marktplatz 19. Das Gebäude ist durch seine Ecklage zur Neutorstraße (heute Bundesstraße 275) ein wichtiges Strukturelement des Marktplatzes. Die Platzanlage plante nach dem Stadtbrand von Usingen 1692 Johann Emmerich Küntzel, der Usingen aber 1698 verließ. Die Bauten selbst wurden durch Benedikt Burtscher umgesetzt. Das Haus Marktplatz 19 ist Teil eines Doppelhauses mit den Hausnummern 17/19. Die beiden Häuser verfügen über eine einheitliche Fassade. Die Fassaden beider Häuser sind jeweils bezüglich der Mittelachse symmetrisch. Das Format der Fenster und die Zwerchhäuser sind Ergänzungen des 19. Jahrhunderts.
Seit 1957 wurde das Haus als Amtsapotheke genutzt.